# 이주호 (음악가)
주호(본명: 이주호 1988년 10월 16일~)는 대한민국의 남자 가수이자 에이블멤버이다. 2010년 데뷔하였다.

## 앨범
- 2023년 돌아갈 수 있을까
- 2023년 애인 있어요 (원곡 : 이은미)
- 2023년 가장 아름다운 시간이었다
- 2022년 잘가요 (원곡 : 정재욱)
- 2022년 너야
- 2022년 그 하루
- 2022년 내가 아니라도
- 2021년 연애의 참견 2021 OST - Part 1
- 2021년 우리가 왜
- 2021년 그리워
- 2021년 헤어진 너에게
- 2021년 우리라서 참 행복했어
- 2020년 연애의 참견 시즌3 OST - Part 12
- 2020년 어떻게 내가 널 잊고 살아
- 2020년 복수해라 OST Part 7
- 2020년 그때의 니가 그리워
- 2020년 술도 못하는데
- 2020년 카이로스 OST Part 2
- 2019년 우리가 우리가 될 수 있을까
- 2018년 니가 뭔데 날 울려
- 2018년 맨발의 디바 Vol.5
- 2018년 바래다주던 길
- 2018년 불러봐도
- 2016년 못해준게 많아
- 2015년 Talk To Me
- 2015년 멀어지기
- 2015년 Back Again
- 2015년 Able's 1st Album
- 2011년 A-ble's Impact
- 2011년 죽은사랑 (Digital Single)
- 2009년 Rainy Day (Single)
- 2008년 믿었어 (Single)

## 기타
- 2017 피처링유세윤 - 나랑사귖
- 2016 프로듀싱전향기 싱글 앨범 [난 너만 보여요]